# Zebulon (Georgia)
Zebulon è una città degli Stati Uniti d'America, capoluogo della Contea di Pike nello Stato della Georgia . Al censimento del 2000 possedeva una popolazione di 1.181 abitanti.
Zebulon è stata costituita nel 1825. La città prende il nome Zebulon Pike, un eroe militare ed esploratore.